# Yurio Akitomi
Yurio Akitomi (født 13. September 1950) er en japansk professionel golfspiller.
Akitomi har deltager under Japan Golf Tour, tre gange og vundet.

## Turneringer vundet

### Japan Golf Tour
- Kyusyu Open 1979
- Kyusyu Open 1980
- Kyusyu Open 1981

### Andre
- 1977 Thailand Open